# Homofon

För det musikteoretiska begreppet, se Homofoni
Homofoner är ord eller delar därav som uttalas lika oavsett stavning, men har olika betydelser. Homofoner som stavas lika kallas mer specifikt för homonymer.

## Exempel på homofoner
- beck, bäck (uttalet skiljer sig i vissa dialekter)
- bleck, bläck (uttalet skiljer sig i vissa dialekter)
- bredd, brädd (uttalet skiljer sig i vissa dialekter)
- jul, hjul
- kar, karl
- check, käck, tjeck (uttalet skiljer sig i vissa dialekter)
- själ, skäl, stjäl
- alt, allt
- värld, värd
- kål, kol
- ägg, (knivs)egg (uttalet skiljer sig i vissa dialekter)
- jord, gjord, hjord
- hjärna, Järna, gärna
- verkar, värkar
- gäst, jäst

## Exempel på fraser som använder homofoner
- Får får får? – en fråga som ifrågasätter om djuret får föder får (får föder lamm)
- Bar barbarbarbarbar bar bar barbarbarbarbar – en mening som uttrycker att en naken barbar som associeras med bar för barbarer bar en annan naken barbar som också associeras med bar för barbarer